# Paranthosactis denhartogi
Paranthosactis denhartogi is een zeeanemonensoort uit de familie Actinostolidae.
Paranthosactis denhartogi is voor het eerst wetenschappelijk beschreven door López-González, Rodríguez, Gili & Segonzac in 2003.